# Coppa Placci 2010
La Coppa Placci 2010, sessantesima ed ultima edizione della corsa, si svolse l'11 settembre 2010 su un percorso di 180 km. La vittoria fu appannaggio dell'italiano Francesco Manuel Bongiorno, che completò il percorso in 4h39'00", precedendo i connazionali Moreno Moser e Gianluca Randazzo.

## Ordine d'arrivo (Top 10)
| Pos. | Corridore           | Squadra    | Tempo    |
| ---- | ------------------- | ---------- | -------- |
| 1    | Francesco Bongiorno | Futura     | 4h39'00" |
| 2    | Moreno Moser        | Lucchini   | s.t.     |
| 3    | Gianluca Randazzo   | Hopplà     | a 25"    |
| 4    | Andrea Vaccher      | Zalf       | s.t.     |
| 5    | Ivan Martinelli     | Futura     | a 45"    |
| 6    | Omar Lombardi       | Lucchini   | a 1'03"  |
| 7    | Gianfranco Zilioli  | De Nardi   | s.t.     |
| 5    | Domenico Rosini     | Aran       | s.t.     |
| 5    | Rafael Andriato     | Trevigiani | s.t.     |
| 5    | Federico Bontorin   | Zalf       | s.t.     |